# Celebrità (album)
Celebrità è il quinto album in studio del cantante italiano Nino D'Angelo, prodotto nel 1980 dalIa Discoring 2000 di Milano e registrato alla Zeus Record di Napoli. Gli arrangiamenti sono del maestro Augusto Visco. Anche il primo film del cantante si chiama Celebrità girato l'anno successivo.

## Tracce
1. Celebrità – 3:59 (testo: N.D'Angelo – musica: V.Annona)
2. Scurdammece – 3:10 (testo: N.D'Angelo – musica: A.Visco)
3. Finalmente – 3:17 (testo: N.D'Angelo – musica: A.Russo)
4. Illusione – 4:45 (testo: N.D'Angelo – musica: A.Russo)
5. N'attimo 'e bbene – 3:42 (testo: N.D'Angelo – musica: A.Visco)
6. Incontro – 4:07 (testo: N.D'Angelo – musica: A.Russo)
7. Povero ammore – 4:42 (testo: N.D'Angelo – musica: A.Russo)
8. Si turnasse addu me – 3:37 (testo: N.D'Angelo – musica: A.Visco)
9. Si Felice – 3:02 (Nino D'Angelo)
10. Tu si turnata – 4:23 (testo: N.D'Angelo – musica: A.Visco)
11. Ricordi – 3:10 (testo: N.D'Angelo – musica: A.Russo)
12. Emozione – 2:56 (testo: N.D'Angelo – musica: A.Russo)

Durata totale: 44:50